# FF Jaro
FF Jaro JS (Fotbollsföreningen Jaro Jalkapalloseura) ist ein finnischer Fußballverein aus Jakobstad. In der Saison 2024 stieg der Klub in die höchste Spielklasse Finnlands auf. Das Stadion Jakobstads centralplan fasst nach einem Umbau 2025 etwa 3000 Zuschauer.
Als Mitglied von Finlands Svenska Idrott – dem zentralen finnlandschwedischen Sportverband – wurde FF Jaro für seine Erfolge im Jahr 2024 für Finlandssvenska bragdmedaljen nominiert.

## Geschichte
Nachdem der bedeutendste Fußballverein aus Jakobstad, IF Drott, den Spielbetrieb eingestellt hatte, gründeten Fußballfans des örtlichen Metallindustriebetriebs Jakobstads rostfria (Jaro) am 18. Dezember 1965 den FF Jaro. Ab 1966 nahm der Klub am Spielbetrieb teil und arbeitete sich langsam in die zweite Liga hoch.
1983 qualifizierte sich Jaro erstmals für die Aufstiegsrunde in die Mestaruussarja, scheiterte jedoch äußerst knapp. Fünf Jahre später gelang die Meisterschaft in der zweiten Liga und der Klub stieg auf. Jedoch belegte die Mannschaft in der folgenden Saison den letzten Platz, den sie auch in der Relegationsrunde nicht mehr abgab, und stieg direkt wieder ab.
In der zweiten Liga konnte Jaro sich direkt wieder für die Aufstiegsspiele qualifizieren, wo Kokkolan Palloveikot in beiden Spielen geschlagen wurde und somit der Wiederaufstieg gelang. In der ersten Liga platzierte sich der Klub auf Platz vier. Nachdem in der Spielzeit 1995 der Klub in Abstiegsgefahr geraten war, beendete er die folgende reguläre Saison auf dem ersten Platz. In der Meisterschaftsrunde blieb die Mannschaft allerdings sieglos und fiel auf den fünften Platz zurück. 
1998 stieg der Klub als Tabellenletzter in die zweite Liga ab und kehrte erst 2002 wieder zurück. In den folgenden Jahren platzierte sich die Mannschaft dort regelmäßig im hinteren Mittelfeld. 2015 stieg der Verein erneut in die zweite Liga ab, in der er bis 2024 spielte.

## Europapokalbilanz
| Saison | Wettbewerb         | Runde        | Gegner                | Gesamt | Hin     | Rück |
| ------ | ------------------ | ------------ | --------------------- | ------ | ------- | ---- |
| 1996   | UEFA Intertoto Cup | Gruppenphase | EA Guingamp           | 0:0    | 0:0 (H) |      |
| 1996   | UEFA Intertoto Cup | Gruppenphase | Dinamo Bukarest       | 2:0    | 2:0 (A) |      |
| 1996   | UEFA Intertoto Cup | Gruppenphase | FC Kolcheti 1913 Poti | 2:0    | 2:0 (H) |      |
| 1996   | UEFA Intertoto Cup | Gruppenphase | FK Zemun              | 2:3    | 2:3 (A) |      |

Gesamtbilanz: 4 Spiele, 2 Siege, 1 Unentschieden, 1 Niederlage, 6:3 Tore (Tordifferenz +3)

## Ehemalige Spieler
- Igor Jovanović (1997–1998)
- Hans Gillhaus (1998)
- Sebastian Mannström (2001)
- Roman Eremenko (2004–2005)
- Henri Myntti (2008–2010)
- Urmas Rooba (2009)
- Tillmann Grove (2009–2012)
- Alexei Eremenko (2010, 2015)
- Simon Skrabb  (2011–2017)
- Artur Kotenko (2012)
- David Azin (2013–2014)
- Hendrik Helmke (2013, 2014)
- Edgar Bernhardt (2014–2015)
- Toomas Kallaste (1997–1998)

## Trainer
- Mika Laurikainen (2009–2010)